# Лунху
Лунху́ (кит. упр. 龙湖, пиньинь Lónghú) — район городского подчинения городского округа Шаньтоу провинции Гуандун (КНР).

## История
Постановлением Госсовета КНР от 29 ноября 1984 года в Шаньтоу была образована специальная экономическая зона. Постановлением Госсовета КНР от 6 апреля 1991 года границы специальной экономической зоны были значительно расширены, и захватили всю городскую зону Шаньтоу. Постановлением Госсовета КНР от 14 сентября 1991 года было произведено переустройство административного деления городской зоны Шаньтоу, в ходе которого из бывшего района Лунху специальной экономической зоны и части Пригородного района был образован район городского подчинения Лунху.

## Административное деление
Район делится на 5 уличных комитетов и 2 посёлка.